# غودفري إيفانز
غودفري إيفانز (18 أغسطس 1920 في المملكة المتحدة - 3 مايو 1999 بنورثامبتون في المملكة المتحدة) (بالإنجليزية: Godfrey Evans)‏ هو لاعب كريكت بريطاني وبريطاني (وحمل سابقاً جنسية المملكة المتحدة لبريطانيا العظمى وأيرلندا). شارك مع منتخب إنجلترا للكريكت. أما مع النوادي، فقد لعب مع Kent County Cricket Club ‏.

## وصلات خارجية
- غودفري إيفانز على موقع إي آس بي آن كريك إنفو (الإنجليزية)